# Западный покотский округ
Западный покотский округ — административный округ в бывшей кенийской провинции Рифт-Валли. Его столица и наибольший город — Капенгурия. Население округа — 621 241 человек. Площадь округа — 8 418,2 квадратных километров. Большинство жителей округа принадлежат к народу покот.